# Джони Ел
Джон Лиснърс (на английски: Jon Lisners, роден през ноември 1970 г.), известен като Jonny L, е британски дръм енд бейс продуцент. Той също така издава музика под псевдонима Mr. L и е половината от Юкей Геридж дуото „True Steppers“.

## Биография

### Ранна кариера (1992 – 1995)
Джони Ел за пръв път става известен със сингъла си „Hurt You So“ през 1992 г., ставайки популярен в рейв сцената. Той подписва с Екс Ел Рекордингс, същия лейбъл като Продиджи.
Той продуцира още сингли като „Ooh I Like It“ и „Make Me Work“.

### Ранна дръм енд бейс кариера (1995 – 1998)
През 1995 г. той променя посоката си в правене на дръм енд бейс, започвайки с „I'm Leavin '“. С това той продуцира още две EP-та преди първия си албум Sawtooth през 1997 г. От този албум хитовият сингъл "Piper ", въпреки екстремното си звучене, се оказва успешен. През 1998 г. следващият албум, Magnetic, продължава по подобен начин.

### „Piranha Records“ и мейнстрийм успех (1999 – 2003)
През 1999 година Джони напуска Екс Ел, за да създаде свой собствен звукозаписен лейбъл на име Piranha Records. Той продължава да продуцира сингли, но с по-мрачен тон. През 2002 г. издава сингъл за лейбъла Metalheadz, озаглавен „Synkronize“ / „Phreak“. „Synkronize“ включва вокали, за които се предполага, че са от Брайън Харви от Ийст 17 . Друг албум, 27 Hours a Day е издаден през 2003 г.
Като част от True Steppers, Джони е съавтор и продуцент на топ-10 хитовете „ Buggin “и „ Out of Your Mind “, с участието на Дейн Бауърс и Виктория Бекъм, както и съавтор и продуцент в „Who Do You You Think You Are“ и „Do It Till We Drop“ за албума на S Club от 2002 г. Seeing Double .

### Mr L и Lo-Rider (2005 – 2008)
Джони създава Mr. L Records през 2005 г., като създава по-експериментален звук за псевдонима си Mr. L. През 2007 г. той стартира проект с вокалиста Пол Къмбърбач (известен още като Paul Vibe, който появявайки се преди в по ранните му сингли), наречен Lo-Rider. Те издават два сингъла; първият, „Skinny“ е издаден през 2006 г., а „Watch Me“ излиза през 2008 г.

### Текуща работа (2009 г. – )
След кратък престой в друг лейбъл, Munk Recordings, той продуцира песента „1 N 2“ наHospital Records, за компилацията Sick Music 2, издадена на 26 април 2010 г. На следващата година той подписва с Spearhead Records.
На 26 ноември 2012 г. излиза следващата компилация на Hospital Records – Sick Music 3, който съдържа неговата песен „Moon“.
През ноември 2013 г. четвъртият му албум In a Jungle трябваше да излезе на Spearhead Records. Голяма част от албума, както подсказва заглавието, е връщане към джънгъл движението в средата на 90-те години.
През 2015 г. стартира дигитален лейбъл за дръм енд бейс – 23:22. Към момента лейбъла съдържа пет издания.

## Дискография

### Албуми и EP
- 1992: Jonny L, Hurt You So, Rave Alert – албум ( Telstar )
- 1996: Jonny L (This Time) – EP ( XL Recordings )
- 1996: 2 of Us – EP (XL Recordings)
- 1997: Sawtooth – албум (XL Recordings)
- 1998: Magnetic – албум (XL Recordings)
- 2000: True Stepping – албум ( NuLife Recordings, като част от True Steppers )
- 2003: 27 Hours a Day – албум (Piranha Records)
- 2013: In a Jungle – албум (Spearhead Records)
- 2021: Cecile Park – EP (Kniteforce Records)

## Препратки
1. ↑  Roberts, David. British Hit Singles & Albums. 19th.   London, Guinness World Records Limited, 2006. ISBN 1-904994-10-5. с. 309.